# Peace and love
Cet article concerne l'expression. Pour le symbole, voir Symbole de la paix.

Le symbole de la paix ou symbole « Peace and love ».

« Peace and love » /piːs ən lʌv/ est une expression en anglais signifiant « paix et amour », employée comme signe de reconnaissance dans les années 1960 par les hippies, et à laquelle est associé le symbole ☮. Celui-ci devint un des symboles de la paix les plus connus au monde. Durant cette décennie, il fut employé sur de nombreuses bannières mais surtout sur pléthore de T-shirts portés par les hippies et la génération Woodstock pour protester contre l'armement nucléaire, contre la guerre du Vietnam ou encore afin d'exprimer leur volonté d'un avenir sans pollution.

## Symbole
Selon Rex Weyler, journaliste et cofondateur de Greenpeace International en 1979, le symbole (« ☮ ») a été inventé par le graphiste britannique Gerald Holtom lors d'une manifestation de la CND en 1958 contre une usine d'armement nucléaire. On peut y lire, en alphabet sémaphore (utilisé dans la marine britannique), un N et un D qui sont les initiales de « nuclear disarmament » (désarmement nucléaire).

N
D

Le symbole est compris dans le codage Unicode sous le numéro U+262E sous le terme « Symbole de la paix » (« Peace symbol »).

## Divers
- Le signe à l'intérieur du cercle est un symbole de l'alphabet runique[5].

Logo du jeu vidéo Metal Gear Solid : Peace Walker.

- En 2010, le réalisateur de la série de jeux vidéo Metal Gear Solid, Hidéo Kojima, détourna le logo en remplaçant les N et D sémaphores par un bombardier B52 pour le volet Peace Walker.[réf. souhaitée]

- Le symbole de la paix a été détourné par le dessinateur Jean Jullien à l'occasion des attentats de novembre 2015 à Paris pour symboliser la tour Eiffel.[réf. souhaitée]

- Le signe situé à l’intérieur du cercle fut aussi l’insigne de la 4e Panzerdivision à partir de 1940 et ce jusqu’à 1945.[réf. souhaitée]